# Котешть (Арджеш)
Котешть, Котешті (рум. Cotești) — село у повіті Арджеш в Румунії. Входить до складу комуни Годень.
Село розташоване на відстані 122 км на північний захід від Бухареста, 38 км на північ від Пітешть, 133 км на північний схід від Крайови, 71 км на південний захід від Брашова.

## Населення
За даними перепису населення 2002 року у селі проживали 809 осіб, усі — румуни. Усі жителі села рідною мовою назвали румунську.